# Valdemar Rautio
Valdemar Rautio (Finlandia, 4 de enero de 1921-5 de septiembre de 1973) fue un atleta finlandés especializado en la prueba de triple salto, en la que consiguió ser campeón europeo en 1946.

## Carrera deportiva
En el Campeonato Europeo de Atletismo de 1946 ganó la medalla de oro en el triple salto, con un salto de 15.17 metros, superando a los suecos Bertil Johnsson (plata con 15.15 metros) y Arne Åhman (bronce con 14.96 metros).